# Veia facial comum
A veia facial comum é uma veia da cabeça.